# Улрих XI фон Хелфенщайн-Визенщайг
Улрих XI (XIII/XVII) фон Хелфенщайн-Визенщайг (на немски: Ulrich XI (XIII/XVII) von Helfenstein; * 8 февруари 1524; † 17 януари 1570) е граф на Хелфенщайн-Визенщайг в Баден-Вюртемберг.
Той е третият син на граф Улрих X фон Хелфенщайн (1486 – 1548) и графиня Катарина фон Валдбург-Зоненберг (1495 – 1563), дъщеря на граф Йохан фон Валдбург-Зоненберг-Волфег († 1510) и графиня Йохана фон Залм († 1510).
Брат е на Георг II фон Хелфенщайн (1518 – 1573), граф на Хелфенщайн-Веленхайм-Визенщайг, фрайхер на Гунделфинген, и Себастиан фон Хелфенщайн (1521 – 1564), граф на Хелфенщайн във Веленхайм.
Улрих XI управлява Хелфенщайн-Визенщайг заедно с брат си Себастиан фон Хелфенщайн-Веленхайм. Те въвеждат през 1555 г. реформацията на лутеранството.
През 1567 г. съпругата на Улрих XI, графиня Катарина фон Монфор-Ротенфелс-Васербург-Тетнанг († 1594), въвежда отново католизизма.

## Фамилия
Улрих XI фон Хелфенщайн-Визенщайг се жени 1551 г. за Катарина фон Монфор-Ротенфелс-Васербург-Тетнанг (* пр. 25 февруари 1536; † 26 декември 1594, погребана във Визенщайг), дъщеря на граф Хуго XVI (XIV) фон Монфор-Ротенфелс-Васербург-Тетнанг († 1564) и Мария Магдалена фон Шварценберг (1510 – 1543) или Урсула фон Золмс-Лих. Бракът е бездетен. 